# 캐딜락 CT5

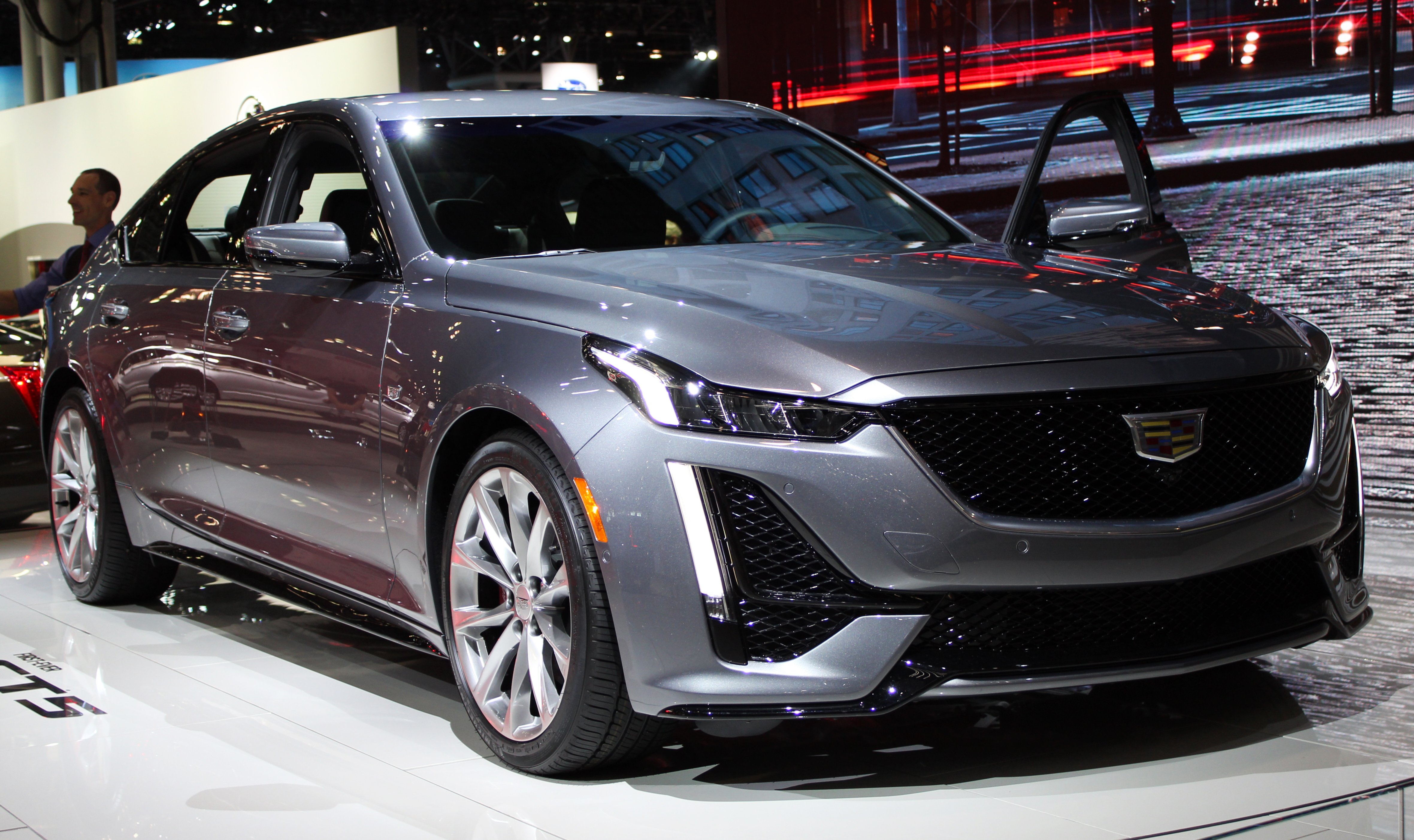

캐딜락 CT5(Cadillac CT5)는 제너럴 모터스 캐딜락 사업부에서 출시한 후륜구동/AWD 준대형 고급 세단으로, CTS의 후속 모델이다.

## 경쟁 차량
- 벤츠 - E클래스
- BMW - 5시리즈
- 제네시스 - G80
- 아우디 - A6
- 렉서스 - ES
- 재규어 - XF

## 같이 보기
- 캐딜락 CT4